# Moira (Down)
Moira (Maigh Rath in gaelico irlandese) è un villaggio dell'Irlanda del Nord, situato nella contea di Down.